# レヴァニ・ボティア
レヴァニ・ボティア（Levani Botia、1989年3月14日 - ）は、トップ14、スタッド・ロシュレに所属するラグビー選手。

## プロフィール
- フィジー・ナイタシリ出身。
- ポジションはセンター(CTB)。
- 身長 182cm、体重 103kg
- ニックネームはLeps[1]。
- フィジー代表キャップは20（2021年1月現在）でラグビーワールドカップ2015・ラグビーワールドカップ2019のフィジー代表に選ばれた[2]。
- 7人制フィジー代表に選ばれたことがある[3]。

## 略歴
2013年、ラ・ロシェルに加入。